# Diocèse de Seine-et-Marne
Cet article court présente un sujet plus développé dans : Diocèse de Meaux.
Le diocèse de Seine-et-Marne est un ancien diocèse de l'Église constitutionnelle en France. Créé par la constitution civile du clergé de 1790, il est supprimé à la suite du concordat de 1801. Il couvrait le département de Seine-et-Marne. Le siège épiscopal était Meaux.